# District de Gulou (Kaifeng)
Pour les articles homonymes, voir Gulou.
Le district de Gulou (鼓楼区 ; pinyin : Gǔlóu Qū) est une subdivision administrative de la province du Henan en Chine. Il est placé sous la juridiction de la ville-préfecture de Kaifeng.